# مرض دوروزييه
مرض دوروزييه أو مرض دوروزيس (بالإنجليزية: Duroziez's disease)‏ هوَ عيب خلقي بديل لتضيق الصمام التاجي. وُصفَه الطبيب الفرنسي بول لويس دوروزييه في عام 1877.